# Лі Ань Тонг
Лі Ань Тонг (в'єт. Lý Anh Tông; 1136 — 14 серпня 1175) — 6-й імператор династії Пізні Лі в 1138—1175 роках. За його володарювання посилився вплив кланів та вищих чиновників. Водночас вдалося домогтися від династії Сун статусу самостійної держави (го).

## Життєпис

### Регентство
Син імператора Лі Тхан Тонга від його наложниці Ле Тхі, пані Міньбао (доньки канцлера Ле Хионга). Народився у квітні 1136 року в Тханглонзі, отримавши ім'я Тхієн То. З самого початку його родичі боролися за те, щоби Тхієн То отримав статус спадкоємця трону. Але Лі Тхан Тонг надав йому старшому синові від іншої наложниці Тхієн Лаку, що отримав титул вионг Міньдао. Лише у 1138 році шляхом інтриг вдалося вмовити імператора змінити рішення. Невдовзі той помер, а Тхієн То став імператором Дайв'єту під ім'ям Лі Ань Тонг.
Його матері було надано титул імператриця-мати зі зміною ім'я на Лінь Ч'єу. Вона стала регентшею при малолітньому імператорові. Значний вплив набув До Ань Ву, фаворит регентші, отримавши посаду канцлера.
У 1140 році на півночі країни підняв повстання чернець Тхан Лої, що оголосив себе сином померлого імператора Лі Нян Тонга. Повсталі завдали поразки імператорському війську, спробувавши захопити столицю Тханглонг. Лише через 5 місяців (в 1141 році) До Ань Ву приборкав повсталих, а Тхан Лої схоплений й страчений.
Урядом була продовжена політика щодо зменшення суворості покарання, порушення законів замінювалися переважно штрафами та фізичною працею замість страти. У 1142 році в околицях столиці було зведено храм, присвячений сестрам Чинг. Тим самим почата політика пропаганди національних героїв в'єтів.

### Самостійне панування
Лі Ань Тонг загалом продовжив політику за часів керування матері залишивши усіх чиновників, насамперед До Ань ву, який зберіг свій вплив до своєї смерті у 1158 році.
Імператор вперше оголосив буддизм державною релігією. В усіх внутрішніх справах намагався дотримуватися буддистських принципів та канонів.
1151 року невдоволений політикою Джая Харівармана I, правителя Тямпи, відправив 5-тисячне військо для поставлення на ямпський трон іншого правителя — Вангасараджу. Проте в'єтська армія зазнала поразки. Лише у 1154 році відносини між державами відновилися, володар Тямпи відправив до гарему Лі Ань Тонга свою доньку. 1156 року імператор Дайков'єту заснував храм Конфуція в Тханглонзі.
З 1159 року значного впливу в державі набув канцлер То Хієн Тхань, який провів успішну військову реформу та завершив впровадження конфуціанського навчання. 1159 року було придушено повстання лаосців та племен хонгів на північному заході.
1167 року в'єтські війська відбили спробу Тямпи відвоювати свої північні провінції. 1170 року було засновано військову установу Хадінь для навчання стрільби із лука та верхової їзди. Тут також навчалися командири середньої ланки тактики битв.
Протягом 1171—1172 року подорожував гірськими районами країни, наказавши скласти атлас Дайв'єту, проте ця робота не була завершена. 1174 року сунський уряд визнав Дайв'єт самостійною державою під назвою Аннам-го, а Лі Ань Тонга правителем-гованом (у в'єтському варіанті — куок-вионгом). Це значно підвищило авторитет Дайв'єту серед сусідів. 1175 року отримав від сунського уряду власну печатку й  календар.
1175 року імператор Лі Ань Тонг помер. Трон отримав його 3-річний син Лі Као Тонг при регентстві канцлера То Хієн Тханя.

## Девізи правління
- 1138—1139 — Тхієу-мінь в'єт. Thiệu Minh
- 1140—1162 — Дайдінь в'єт. Đại Định
- 1163—1173 — Чінь-лонг Баоунг в'єт. Chính Long Bảo Ứng
- 1174—1175 — Тхієн-кам Чі-бао в'єт. Thiên Cảm Chí Bảo